# Purple Pills
Singles de D12
Shit on You
(2001) Ain't Nuttin' But Music
(2001)
Purple Pills ou Purple Hills en version censurée est une chanson du groupe de rap américain D12, tirée de l'album Devil's Night sorti en 2001. Produite par Eminem, elle constitue le second single extrait de Devil's Night. La chanson est distribuée par Interscope Records et Shady Records, label fondé par Eminem et Paul Rosenberg. La chanson a connu un grand succès en se classant notamment première en Irlande, deuxième au Royaume-Uni ou encore troisième en Australie.

## Genèse
Purple Pills a été écrite pour le premier album studio de D12, Devil's Night sortie en 2001. La chanson contient un couplet rappé par Eminem, un par Proof, un par Bizarre, un par Swifty et un autre par Kuniva et Kon Artis. La version studio de la chanson comportait de nombreuses références à l'usage de la drogue (dont le titre signifiant ecstasy). Quand le titre fut annoncé pour devenir le deuxième single de l'album, les radios refusèrent de la diffuser et demandèrent la création d'une version censurée, Purple Hills. Les paroles qui faisait références à la drogue et au sexe sont remplacées par des paroles humoristiques. La partie interprétée par Bizarre fut totalement modifiée car jugée trop explicite. Les radios aux États-Unis et au Royaume-Uni furent donc obligés de diffuser la version censurée mais quelques radios spécialisées ont tout de même diffusé la version originale. Dans certains pays comme le Royaume-Uni, la chanson était disponible en CD Single pour les deux versions.

## Liste des pistes
| - CD single 1 au Royaume-Uni 1. Purple Pills - 5:05 2. Shit on You - 5:30 3. That's How - 4:48 4. Purple Pills (Music Video) - 4:29 - CD single 2 au Royaume-Uni 1. Purple Hills - 5:05 2. Shit on You - 5:30 3. That's How - 4:48 4. Purple Hills (Music Video) - 4:29 - 12" vinyle au Royaume-Uni 1. Purple Pills - 5:05 2. Shit on You - 5:30 3. That's How - 4:48 - Cassette single au Royaume-Uni 1. Purple Pills - 5:05 2. Shit on You - 5:30 - CD single en Europe 1. Purple Pills - 5:05 2. That's How - 4:48 | - Maxi single en Europe et en Australie, 1. Purple Pills - 5:05 2. Shit on You - 5:30 3. That's How - 4:48 4. Purple Hills (Music Video) - 4:29 - 12" vinyle en Europe 1. Purple Pills - 5:05 2. Purple Pills (Acapella) - 5:09 3. That's How - 4:48 - CD single aux États-Unis 1. Purple Hills - 5:05 2. Purple Hills (Instrumental) - 5:05 - 12" vinyle aux États-Unis 1. Purple Hills - 5:05 2. Purple Pills - 5:05 3. Purple Pills (Instrumental) - 5:05 4. Purple Pills (Acapella) - 5:08 5. That's How (Clean Version) - 4:44 6. That's How (Explicit Version) - 4:44 7. That's How (Instrumental) - 4:44 8. That's How (Acapella) - 4:48 |

## Classements hebdomadaires
| Classement (2001)                       | Meilleure position |
| --------------------------------------- | ------------------ |
| Allemagne (Media Control AG)            | 39                 |
| Australie (ARIA)                        | 3                  |
| Autriche (Ö3 Austria Top 40)            | 41                 |
| Belgique (Flandre Ultratop 50 Singles)  | 8                  |
| Belgique (Wallonie Ultratop 50 Singles) | 22                 |
| Finlande (Suomen virallinen lista)      | 10                 |
| Italie (FIMI)                           | 18                 |
| Pays-Bas (Nederlandse Top 40)           | 10                 |
| Nouvelle-Zélande (RMNZ)                 | 17                 |
| Norvège (VG-lista)                      | 2                  |
| Royaume-Uni (UK Singles Chart)          | 2                  |
| Royaume-Uni (UK R&B Chart)              | 1                  |
| Suède (Sverigetopplistan)               | 5                  |
| Suisse (Schweizer Hitparade)            | 25                 |